# Етнографски музей (Берковица)
Етнографският музей в Берковица запознава с бита и обичаите на хората от Северозападна България и е включен в Стоте национални туристически обекта. Във фондохранилищата му се пазят хиляди предмети от сферата на художественото творчество и занаяти, както и народните обичаи. Посетителят може да види цветовото разнообразие в изработката на облекла и килими, както и накити, предмети на домашния бит и някои традиционни за региона обичаи. Повечето експонати са свързани със занаятите, носиите и предметите от бита – по време на османската власт Берковица е развито занаятчийско селище, главно в производството на грънци.
През желязната епоха, в първото хилядолетие пр.н.е., Берковският край е обитаван от тракийското племе мизи, а през средата на хилядолетието в него отсядат сродните трибали. Траките изграждат крепости по стратегическите височини, отглеждат земеделска реколта и добитък, правят оръжия и добиват злато в поречията на реките Златица и Врещица.
В началото на Христовата ера Берковищкият край е под властта на Римската империя, а местното тракийско население е романизирано. За възхода на икономиката през първите векове свидетелстват находки в откритата от археолозите римска вила край село Калиманица, както и от разкопките на Берковското кале, Лесковското градище и некропола край него. Земленият бент под село Котеновци сочи добив на злато, а повечето артефакти, като каменна пластика, накити, монети, оръдия на труда и оръжия, битова и строителна керамика, се съхраняват в музея в Берковица.
Реституцията на сградите на музейния комплекс след демократичните промени в края на ХХ век нанася голям удар на музейното дело в града.
- Керамика
- Носии
- Каракачански носии
- Надгробни кръстове